# Патруль Зула
«Патруль Зула» (англ. The Zula Patrol) — американський науково-популярний мультсеріал про космічні пригоди іншопланетних героїв, який транслювався з вересня 2005 року по червень 2008 року. Він був створений Kambooteron Productions, Gotham Entertainment і Hatchery і показувався на телеканалі PBS Kids у США.

## Персонажі

### Патруль Зула
- Капітан Була (озвучений Кемом Кларком) — зелений іншопланетянин і лідер патруля Зула. Співчутливий, терплячий і любить допомагати іншим персонажам серіалу.

- Зітер (озвучена Коллін О'Шонесі[en]) — головний пілот патруля Зула, мужня супутниця Були. Коли Зітер не керує кораблем, вона часто для розваги катається на своєму самокаті.

- Мулто (озвучений Кемом Кларком) — помаранчевий триокий вчений з патруля Зула, який створює різноманітні винаходи та має схожу на енциклопедію книгу під назвою «Мультопедія», яка використовується для відповідей на запитання його друзів (особливо Віззі та Вігга). Говорить голосом коміка Еда Вінна.

- Віззі та Вігг (озвучені Коллін О'Шонесі[en] та Нікою Футтерман[en]) — двоє літаючих прибульців-світлячків, які є наймолодшими членами патруля Зула. Віззі — літаючий бджолоподібний іншопланетянин світло-блакитного кольору, Віг — фіолетового.

- Ґорґа (озвучений Френком Велкером) — домашня тварина патруля Зула. Він має різні здібності, наприклад, можливість надуватися до великих розмірів.

### Злодії
- Дарк Траддер. Він також часто з'являється переодяганим в іншихперсонажів, в тому числі в образі Мадам Луна.
- Трексі (Коллін О'Шонесі[en])
- Делірія (Коллін О'Шонесі[en])
- Клойд (Дейв Віттенберг[en])

## Епізоди

### Огляд серії
| Сезон | Епізоди | Епізоди | Оригінальний показ | Оригінальний показ |
| Сезон | Епізоди | Епізоди | Перший показ       | Останній показ     |
| ----- | ------- | ------- | ------------------ | ------------------ |
| 1     | 26      | 26      | 4 вересня 2005     | 26 лютого 2006     |
| 2     | 13      | 13      | 14 квітня 2007     | 2 травня 2007      |
| 3     | 13      | 13      | 2 червня 2008      | 18 червня 2008     |

### Сезон 1 (2005—2006)
| № серії (загалом) | № серії (в сезоні) | Назва серії                                          | Оригінальна дата показу |
| ----------------- | ------------------ | ---------------------------------------------------- | ----------------------- |
| 1                 | 1                  | «A Comet's Tale / A Job for the Zula Dudes»          | 4 вересня 2005          |
| 2                 | 2                  | «Bula's Spin Party / Day For Night»                  | 11 вересня 2005         |
| 3                 | 3                  | «Shadow Play / The Jealous Moon»                     | 18 вересня 2005         |
| 4                 | 4                  | «Sun Day / Time Out»                                 | 25 вересня 2005         |
| 5                 | 5                  | «The Probe Who Came To Dinner / Forget-Me-Naut»      | 2 жовтня 2005           |
| 6                 | 6                  | «Small is Beautiful / Case of the Missing Rings»     | 9 жовтня 2005           |
| 7                 | 7                  | «Blue Moon / Going Through a Phase»                  | 16 жовтня 2005          |
| 8                 | 8                  | «Giant Litterbugs from Space / RV of The Giants»     | 23 жовтня 2005          |
| 9                 | 9                  | «Chilly Cook-off / Treasure in the Clouds»           | 30 жовтня 2005          |
| 10                | 10                 | «Star Crossed / Night of the Fweeebs»                | 6 листопада 2005        |
| 11                | 11                 | «Mutual Distraction / What Goes Up Must Come Down»   | 13 листопада 2005       |
| 12                | 12                 | «Dog Gone Gorga! / The Milky Way Galaxy Games»       | 20 листопада 2005       |
| 13                | 13                 | «Matter Matter Everywhere / Family Feud»             | 27 листопада 2005       |
| 14                | 14                 | «Round and Round We Go / Go'er-Slower Motion»        | 4 грудня 2005           |
| 15                | 15                 | «Club Mars / The Outsider»                           | 11 грудня 2005          |
| 16                | 16                 | «The Ins and Outs of Planets / Young At Heart»       | 18 грудня 2005          |
| 17                | 17                 | «The Big Mess / Telescooped»                         | 25 грудня 2005          |
| 18                | 18                 | «Show of Force / Adventures In Pet Sitting»          | 1 січня 2006            |
| 19                | 19                 | «Fly Us to the Moon / Castaway Asteroid»             | 8 січня 2006            |
| 20                | 20                 | «Take Me To Your Ferret / Earth Hunt»                | 15 січня 2006           |
| 21                | 21                 | «Wish You Were Here / Weather Vain»                  | 22 січня 2006           |
| 22                | 22                 | «My Air Lady / You're Cramping My Space»             | 29 січня 2006           |
| 23                | 23                 | «Wigg and Wizzy Light the Way / Look to the Rainbow» | 5 лютого 2006           |
| 24                | 24                 | «Three Ringed Gorga / Moons Mayhem»                  | 12 лютого 2006          |
| 25                | 25                 | «A Star is Born / Galactic Star Games»               | 19 лютого 2006          |
| 26                | 26                 | «Blubglub! / Power Flower»                           | 26 лютого 2006          |

### Сезон 2 (2007)
| № серії (загалом) | № серії (в сезоні) | Назва серії                                                     | Оригінальна дата показу |
| ----------------- | ------------------ | --------------------------------------------------------------- | ----------------------- |
| 27                | 1                  | «The Things in Rings / How the Rust Was Won»                    | 16 квітня 2007          |
| 28                | 2                  | «Ice Station Zula / Ice Truder!»                                | 17 квітня 2007          |
| 29                | 3                  | «Dueling Space Stations / Don't Look Me Now»                    | 18 квітня 2007          |
| 30                | 4                  | «Rock and Patrol / Support Your Neighborhood Volcano»           | 19 квітня 2007          |
| 31                | 5                  | «Down Under / Singin' in the Rain Forest»                       | 20 квітня 2007          |
| 32                | 6                  | «Hide 'n Seek on Jupiter / A Tale of Two Planets»               | 23 квітня 2007          |
| 33                | 7                  | «The Sound of Multo? / Eyes in the Skies»                       | 24 квітня 2007          |
| 34                | 8                  | «Birds of a Feather / Bula's Heros: The Great Camouflage Caper» | 25 квітня 2007          |
| 35                | 9                  | «Moon Struck / Me, Myself and Io»                               | 26 квітня 2007          |
| 36                | 10                 | «My Friend Named Breezy / Erosion Today, Gone Tomorrow»         | 27 квітня 2007          |
| 37                | 11                 | «Blast to Earth's Past / The Great Climb»                       | 30 квітня 2007          |
| 38                | 12                 | «Creature Features / Fried Greenhouse Tomatoes»                 | 1 травня 2007           |
| 39                | 13                 | «If it Looks Like a Plant / Splitsville»                        | 2 травня 2007           |

### Сезон 3 (2008)
| № серії (загалом) | № серії (в сезоні) | Назва серії                                                          | Оригінальна дата показу |
| ----------------- | ------------------ | -------------------------------------------------------------------- | ----------------------- |
| 40                | 1                  | «Larva or Leave Me! / Egg Hunt»                                      | 2 червня 2008           |
| 41                | 2                  | «Spin Control: The Venus Effect / Crater Raters: Journey to Mercury» | 3 червня 2008           |
| 42                | 3                  | «Hey Kids, Amazing Space Monkeys! / The Blorp!»                      | 4 червня 2008           |
| 43                | 4                  | «Vanishing Cream / There Goes The Neighborhood»                      | 5 червня 2008           |
| 44                | 5                  | «The Missing Elements / Journey to the Center of Gorga»              | 6 червня 2008           |
| 45                | 6                  | «Choosing Sides / Camp Worm»                                         | 9 червня 2008           |
| 46                | 7                  | «May the Force Be Wigg You / Six Zuleans in a Boat»                  | 10 червня 2008          |
| 47                | 8                  | «Where Did All the Water Go? / The Dew Drops»                        | 11 червня 2008          |
| 48                | 9                  | «The Show Must Float On / The Truder Crown Affair»                   | 12 червня 2008          |
| 49                | 10                 | «The Great River Race / When You Wish Upon a Sea Star»               | 13 червня 2008          |
| 50                | 11                 | «Mine Shaft / The Crystal Cave»                                      | 16 червня 2008          |
| 51                | 12                 | «The Lizard Who Came to Dinner / Island of The Endotherms»           | 17 червня 2008          |
| 52                | 13                 | «The Villain of the Year / One is the Loneliest Number»              | 18 червня 2008          |

## Нагороди та номінації
У 2006 році серіал був номінований на премію Енні за найкращу музику в анімаційному телевізійному продукті (Джефф Данна, за епізод «Справа про зниклі каблучки»).

## Інші засоби масової інформації
«Місія погоді» була пересувною виставкою, на якій капітан Була, професор Мулто, космічний пілот Зітер, літаючі істоти Віззі та Вігг і космічна домашня тварина Горга в інтерактивному режимі пояснювали природу хмари, опадів, вітру, температури.